# Андерс Ґустаф Екеберг
А́ндерс Ґу́стаф Екебе́рг (* 15 січня 1767, Стокгольм — †11 лютого 1813, Уппсала) — шведський природознавець і хімік.
Андерс Густаф Екеберг навчався в університеті Уппсали, у 1788 році захистив дисертацію на тему рослинних олій. З 1794 року викладав хімію на посаді доцента в університеті Уппсали та проводив роботи з хімічного аналізу мінералів. У 1801 році відкрив елемент тантал як складову частину мінералу ітротанталіту.
У 1799 році став членом Шведської королівської академії наук.